# Dorothea Stern
Luise Marie Dorothea Stern (* 19. Januar 1878 in Berlin; † 12. Oktober 1949 in Dresden) war eine deutsche Kunsthistorikerin.

## Leben
Dorothea Stern war die Tochter des preußischen Offiziers Emil Stern (1843–1929), später General der Artillerie, und seiner Ehefrau Catharina von Berg (* 1849). Sie besuchte die Schule in den wechselnden Stationierungsorten ihres Vaters und bestand im Februar 1910 das Abiturientenexamen in Kassel. Danach studierte sie Kunstgeschichte, Geschichte und Philosophie an den Universitäten Berlin, München und Freiburg. In Freiburg wurde sie am 27. Februar 1915 bei Wilhelm Vöge mit einer Dissertation über den Nürnberger Bildhauer Adam Kraft zum Dr. phil. promoviert. Damit war sie die erste Frau, die in Freiburg im Fach Kunstgeschichte promoviert wurde. Diese Arbeit erschien 1916 als Band in der Reihe der Studien zur Deutschen Kunstgeschichte.
1920 erschien ihre Abhandlung über den Darmstädter Hofmaler Gotthelf Leberecht Glaeser. Seit Herbst 1921 arbeitete sie in der Redaktion des Allgemeinen Lexikons der Bildenden Künstler von der Antike bis zur Gegenwart. Bis Band 18, 1925 erscheint sie als Mitarbeiterin der Redaktion auf dem Titelblatt des Lexikons.

## Veröffentlichungen
- Der Nürnberger Bildhauer Adam Kraft. Stilentwicklung und Chronologie seiner Werke. Dissertation Freiburg 1915.
  - Teildruck als Pflichtexemplar der Dissertation: Adam Kraft (Teil I). Universitäts-Buchdruckerei J. H. Ed. Heitz (Heitz & Mündel), Strassburg 1916 (mit Lebenslauf).
  - vollständige Druckfassung: Der Nürnberger Bildhauer Adam Kraft. Stilentwicklung und Chronologie seiner Werke (= Studien zur Deutschen Kunstgeschichte. Band 191). Heitz & Mündel, Strassburg 1916.
- Mittelalterliche Wandgemälde aus dem Großherzogtum Hessen. In: Die Rheinlande. Monatsschrift für deutsche Kunst und Dichtung Jahrgang 17, Heft 12, 1917, S. 285–296 (digi.ub.uni-heidelberg.de).
- Leben und Wirken des Gotthelf Leberecht Glaeser, Hofmaler zu Darmstadt (= Jahresgabe der Gesellschaft Hessischer Bücherfreunde. 3). Gesellschaft Hessischer Bücherfreunde, Darmstadt 1920.
- Glaeser, Gottholf Leberecht. In: Ulrich Thieme, Fred. C. Willis (Hrsg.): Allgemeines Lexikon der Bildenden Künstler von der Antike bis zur Gegenwart. Begründet von Ulrich Thieme und Felix Becker. Band 14: Giddens–Gress. E. A. Seemann, Leipzig 1921, S. 231 (Textarchiv – Internet Archive).
- Habich, Ludwig. In: Ulrich Thieme, Fred. C. Willis (Hrsg.): Allgemeines Lexikon der Bildenden Künstler von der Antike bis zur Gegenwart. Begründet von Ulrich Thieme und Felix Becker. Band 15: Gresse–Hanselmann. E. A. Seemann, Leipzig 1922, S. 401–402 (Textarchiv – Internet Archive).
- Haller, Hermann. In: Ulrich Thieme, Fred. C. Willis (Hrsg.): Allgemeines Lexikon der Bildenden Künstler von der Antike bis zur Gegenwart. Begründet von Ulrich Thieme und Felix Becker. Band 15: Gresse–Hanselmann. E. A. Seemann, Leipzig 1922, S. 517–518 (Textarchiv – Internet Archive).
- Hannaux, Emmanuel. In: Ulrich Thieme, Fred. C. Willis (Hrsg.): Allgemeines Lexikon der Bildenden Künstler von der Antike bis zur Gegenwart. Begründet von Ulrich Thieme und Felix Becker. Band 15: Gresse–Hanselmann. E. A. Seemann, Leipzig 1922, S. 591–592 (Textarchiv – Internet Archive).
- Harburger, Emil. In: Hans Vollmer (Hrsg.): Allgemeines Lexikon der Bildenden Künstler von der Antike bis zur Gegenwart. Begründet von Ulrich Thieme und Felix Becker. Band 16: Hansen–Heubach. E. A. Seemann, Leipzig 1923, S. 19–20 (biblos.pk.edu.pl).
- Der Maler August von Kloeber. In:  Mitteilungen des Vereins für die Geschichte Berlins. Nr. 1, 1933, S. 1–7 (zlb.de).